# Jacinta Paula Bernardo

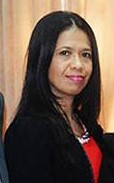
Jacinta Paula Bernardo (2017)

Jacinta Paula Bernardo (* 30. Oktober) ist eine osttimoresische Beamtin und Menschenrechtlerin.

## Werdegang
Bernardo ging in Dili zur Schule. Danach studierte sie an der University of Salford, wo sie einen Master of Science (Human Resource Management and Development) erhielt, an der University of ASMI Santa Maria (Human Resources Management/Personnel Administration, General) im indonesischen Yogyakarta und an der Monash University, wo sie einen Bachelor of Business and Commerce erhielt.
Von Dezember 1999 bis 2001 arbeitete Bernardo in Dili für Oxfam, bis 2003 für die Internationale Organisation für Migration und bis 2005 für die australische Botschaft in Dili als Office Manager. Von 2010 bis 2012 folgte eine Anstellung bei der Weltbank in Dili als Operations Analyst.
Am 29. Mai 2015 wurde Bernardo zur Kommissarin der Comissão da Função Pública (CFP, deutsch Kommission des öffentlichen Dienstes) ernannt. Parallel dazu wurde sie im Mai 2012 Director of Corporate Service der Timor Gap E.P. und ist seit Januar 2016 im Board of Director der Timor Gap Offshore Block. Die Timor Gap E.P. ist die nationale Erdölgesellschaft Osttimors. Am 28. Mai 2020 endete Bernados Amtszeit bei der CFP.